# Hans-Herman Rief
Hans-Herman Rief (* 11. März 1909 in Hennstedt (Dithmarschen); † 17. August 2009) war ein deutscher Kunsthistoriker, Kurator und Fachautor sowie Archivar und Sammler. Er galt als das „Gedächtnis“ des niedersächsischen Künstlerortes Worpswede.

## Biografie
Rief wurde als ältester Sohn auf einem Bauernhof in Dithmarschen geboren. Bereits als Schüler sammelte er Bilder und Bücher. Von einem belgischen Kriegsgefangenen, der auf dem elterlichen Hof Zwangsarbeit leisten musste, lernte er etwas Französisch. Nach seinem Schulabschluss in Heide studierte er Kunstgeschichte an der Universität in Kiel und arbeitete danach als Kunsthistoriker im Kieler Thaulow-Museum. Bei einem Besuch der Hamburger Kunsthalle begeisterte er sich für die Bilder von Paula Modersohn-Becker und fuhr 1936 mit dem Fahrrad von Kiel nach Worpswede, wo er Clara Rilke kennenlernte. Bis Kriegsende besuchte er häufiger den Künstlerort in der Nähe von Bremen. Er kam stets als Pensionsgast im Haus im Schluh unter und freundete sich mit der Besitzerin Martha Vogeler an, der ersten Frau des Jugendstilkünstlers und Sozialisten Heinrich Vogeler, die dort nach der Trennung von ihrem Mann seit Anfang der 1920er-Jahre mit ihren drei Töchtern Marieluise (gen. Mieke), Bettina, Martha und ihrem Freund und Geliebten Ludwig Bäumer wohnte.

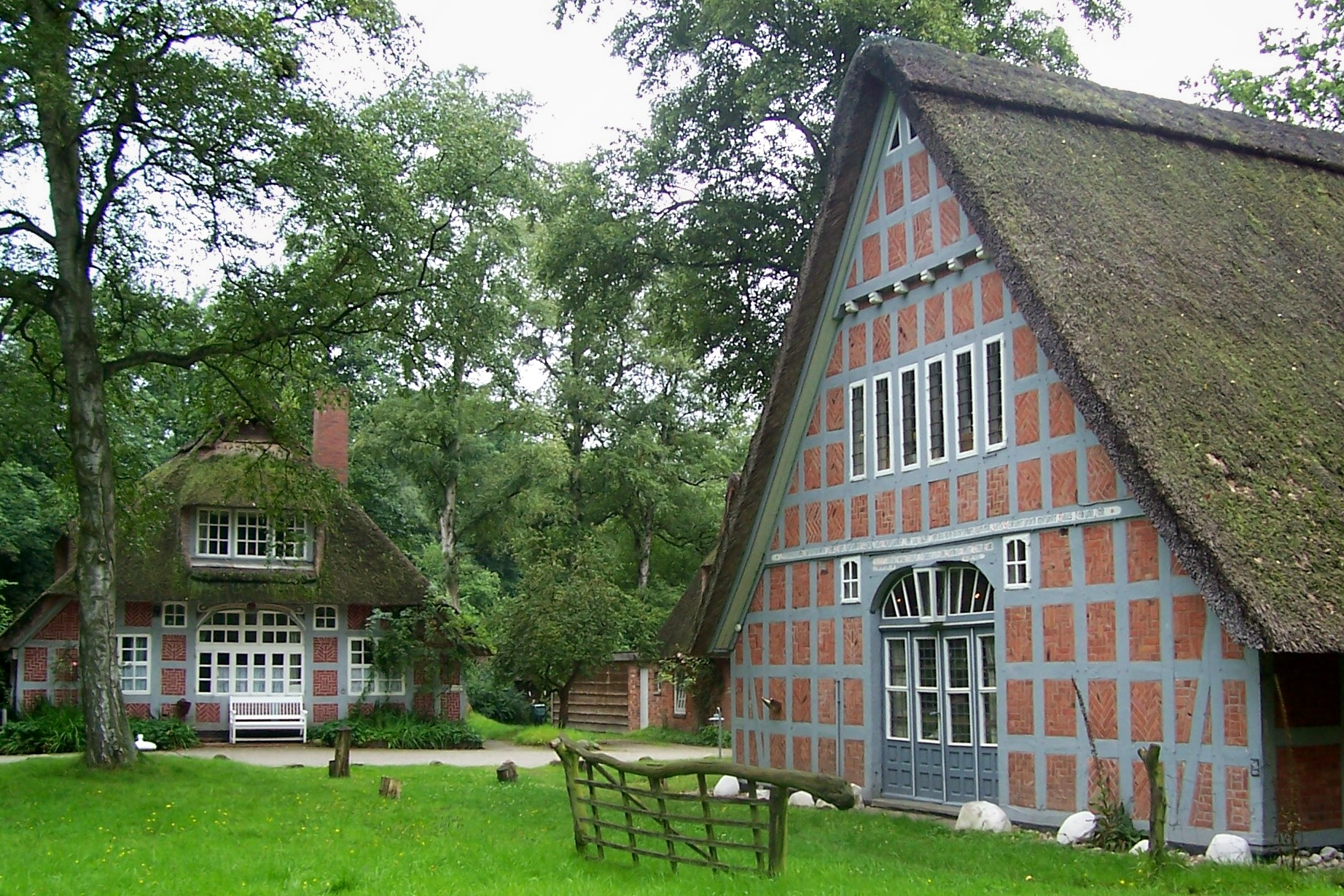
Gebäudeensemble Haus im Schluh in Worpswede, hinten das Wohnhaus, rechts die Handweberei

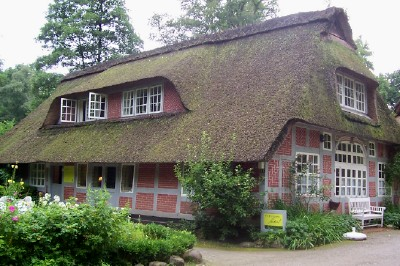
Das Wohnhaus des Ensembles Haus im Schluh (2007)

1945/1946 übersiedelte Rief nach Worpswede, wo er bis zu seinem Tod in dem Gebäudeensemble Haus im Schluh lebte, das noch heute aus drei reetgedeckten Gebäuden besteht: das Wohnhaus Martha Vogelers, eine ehemalige Moorkate; die Handweberei, der Arbeitsbereich der Tochter Bettina; und das kleinste Haus, die Gästepension. Martha Vogeler hatte ihn gebeten, ihre Sammlung zur Kunstgeschichte des Ortes systematisch als „Worpsweder Archiv“ zu ordnen und weiter auszubauen. Als Gegenleistung für seine Arbeit bot sie ihm lebenslang ein Dach über dem Kopf und den täglichen Mittagstisch an.
Rief hatte zeitlebens ein Faible für Frankreich. Bei seiner ersten Reise nach Paris machte er 1950 Bekanntschaft mit Jean Cocteau und schloss Freundschaft mit Bram van Velde und Max Ernst. Ab 1953 unternahm er regelmäßige Paris-Besuche und aus seinen dortigen Freundschaften entstanden schon in den 1950er-Jahren renommierte Kunstausstellungen in Worpswede. So fand zum Beispiel in der Worpsweder Kunsthalle von Friedrich Netzel die erste Max-Ernst-Ausstellung in Deutschland nach 1945 statt. Rief unterstützte Netzel, mit dem er gemeinsame Reisen nach Frankreich und Prag unternahm, viele Jahre als Kurator bei Ausstellungen in dessen Kunsthalle. In den 1950er Jahren schloss Rief in Hamburg auch zahlreiche Freundschaften, u. a. mit den Literaten Hans Henny Jahnn und Hubert Fichte, dem er als väterlicher Freund verbunden blieb.
Neben dem „Worpsweder Archiv“ richtete Rief auch die „Heinrich-Vogeler-Sammlung“ und das „Schluh-Archiv“ im Haus im Schluh ein. Darüber hinaus erarbeitete er das von ihm erstmals 1974 veröffentlichte umfangreiche grafische Werkverzeichnis von Heinrich Vogeler, publizierte mehrere Bücher sowie Ausstellungskataloge über die Künstler Worpswedes und war an zahlreichen ähnlichen Büchern beteiligt. Dabei betätigte er sich auch als Übersetzer.
1981 brachte er das von Martha Vogeler gegründete und von ihm aufgebaute „Worpsweder Archiv“ in die Barkenhoff-Stiftung Worpswede ein. Das grafische Werkverzeichnis von Heinrich Vogeler wurde von ihm mehrmals überarbeitet und aktualisiert und erschien in mehreren Neuausgaben.
Hans-Hermann Rief arbeitete noch kurz bis vor seinem hundertsten Geburtstag täglich im Museum Haus im Schluh, wo er unter anderem die Besucher mit Informationen über die Worpsweder Kunstgeschichte und die ehemalige Künstlerkolonie Worpswede versorgte.

## Privatsammlungen von Rief
Rief legte eine bedeutende Privatsammlung von Parfümflaschen zusammen mit Axel Winckler an, die unter anderem im Jahr 1999 in der Worpsweder Kunsthalle von Friedrich Netzel ausgestellt wurde. Der Schwerpunkt der Sammlung sind Flakons von der Firma Guerlain und Caron. Zu der Ausstellung erschien ein umfangreicher, bebilderter Ausstellungskatalog. 1988 und 1989 waren die Flakons in 10 Filialen der Dresdner Bank in Hessen ausgestellt, 1990 auf der Frankfurter Messe „Premiere 90“. Außerdem sammelte er von französischen Künstlern gestaltete Plakate aus der Druckwerkstatt Fernand Mourlot in Paris. Riefs umfangreiche Plakatkunst-Sammlung, die Plakate von Künstlern wie Georges Braque, Jean Cocteau, Marc Chagall, Le Corbusier, Fernand Léger, Henri Matisse, Joan Miró und Pablo Picasso umfasst, wurde beispielsweise 2006 im Haus im Schluh öffentlich ausgestellt.

## Ehrungen
Anlässlich seines hundertsten Geburtstags im März 2009 fanden ihm zu Ehren zwei Ausstellungen in Worpswede statt: Im Februar/März 2009 im Haus im Schluh die Sonderausstellung „Hans-Herman Rief – Ein langes Leben für die Kunst“ sowie im März/April 2009 im Heinrich-Vogeler-Museum im Barkenhoff die Ausstellung „Ans Licht gebracht… – nie gezeigte Grafiken von Heinrich Vogeler“.

## Veröffentlichungen (Auswahl)
- Heinrich Vogeler. Das graphische Werk. Worpsweder Verlag, Worpswede 1993, ISBN 3-922516-34-3. (Neubearbeitung)
- Heinrich Vogeler. Das graphische Werk. Neuausg., Worpsweder Verlag, Worpswede 1983, ISBN  3-922516-34-3.
- Heinrich Vogeler. Das graphische Werk. 2., erg. Aufl., Schmalfeldt, Bremen 1975, ohne ISBN.
- Heinrich Vogeler. Das graphische Werk. Schmalfeldt, Bremen 1974, ohne ISBN.
- Heinrich Vogeler. Bilder und Graphik nach 1920. Worpsweder Kunsthalle, 7. April bis 13. Mai 1973. Schmalfeldt, Bremen 1973, ohne ISBN. (Ausstellungskatalog; Worpsweder Kunsthalle Friedrich Netzel)
- Bram van Velde. T. 1. Worpsweder Kunsthalle, Worpswede 1972, ohne ISBN,
- Bram van Velde. T. 2. Worpsweder Kunsthalle, Worpswede 1972, ohne ISBN,
- Heinrich Vogeler, 1872–1942. Gedenkausstellung 1972, Worpsweder Kunsthalle und Haus im Schluh, 27. Mai bis 17. September 1972. Worpsweder Kunsthalle, Worpswede 1972, ohne ISBN. (Ausstellungskatalog; Worpsweder Kunsthalle Friedrich Netzel)
- Handzeichnungen Worpsweder Künstler aus achtzig Jahren. Schmalfeldt, Bremen 1969, ohne ISBN. (Mit: H. W. Petzet)
- Max Ernst. Graphik 1919–1967. Ausstellung Worpsweder Kunsthalle, 27. Mai – 9. Juli 1967. Worpsweder Kunsthalle, Worpswede 1967, ohne ISBN. (Ausstellungskatalog; Worpsweder Kunsthalle Friedrich Netzel)